# Robert T. Frederick

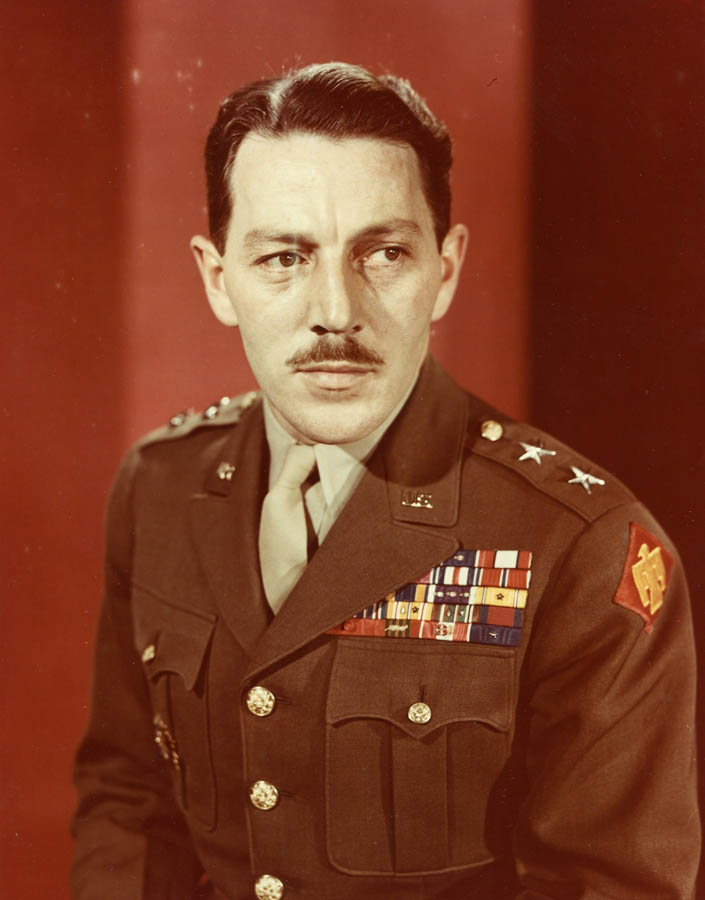
Robert T. Frederick

Robert Tryon Frederick (* 14. März 1907 in San Francisco; † 29. November 1970 in Stanford, Kalifornien) war ein hochdekorierter Offizier der United States Army, zuletzt im Range eines Major General, der im Zweiten Weltkrieg unter anderem die First Special Service Force und die 45th Infantry Division befehligte und nach dem Krieg zeitweilig Kommandant des amerikanischen Sektors von Wien war.

## Leben
Frederick besuchte von 1923 bis 1924 die Staunton Military Academy in Virginia und anschließend bis 1928 die United States Military Academy in West Point. Nach seiner Graduierung wurde er als Second Lieutenant ins Coast Artillery Corps aufgenommen. 1939 graduierte er von der Command and General Staff School in Fort Leavenworth.
Anschließend als Stabsoffizier im War Department eingesetzt, wurde er 1942 als Lieutenant Colonel mit der Aufstellung einer gemischtnationalen Spezialeinheit, der First Special Service Force (FSSF), beauftragt. Im Juli 1942 in Montana aktiviert, wurde dieser amerikanisch-kanadische Verband zunächst auf einen Einsatz im besetzten Norwegen vorbereitet, diese Mission jedoch abgeblasen. Stattdessen erfolgte im Juli 1943 der erste Einsatz des Verbands in der Schlacht um die Aleuten, der bis September abgeschlossen wurde. Im folgenden Monat verlegte der Verband in den Kriegsschauplatz Mittelmeerraum und erreichte im November 1943 Casablanca, von wo er nach Neapel verschifft und direkt an die Front im Italienfeldzug geworfen wurde. Im Winter 1943/44 kämpfte er an der Gustav-Linie um den Monte la Difensa, Monte la Remetanea, Monte Sammucro und Monte Vischiataro. Nach diesem Einsatz wurde Frederick zum Brigadier General befördert. Nach der Einnahme des als uneinnehmbar geltenden Monte la Difensa bezeichnete ihn Winston Churchill als „greatest fighting general of all time“.
Am 2. Februar 1944 landete Frederick mit der FSSF im Brückenkopf von Anzio (→ Operation Shingle) und bezog anschließend Stellungen am Canale Mussolini. An dieser Front wurde Frederick mehrfach verwundet, darunter zweimal an einem Tag. Die FSSF gehörte zu den ersten alliierten Einheiten, die am 4. Juni 1944 die italienische Hauptstadt Rom betraten. Für seine Verdienste an der italienischen Front wurde Frederick unter anderem mit der zweifachen Verleihung des Distinguished Service Cross geehrt, der zweithöchsten militärischen Auszeichnung der US-Armee.
Wenige Wochen nach der Einnahme Roms erhielt Frederick eine neue Aufgabe, die Aufstellung der 1st Airborne Task Force, die bei der Invasion Südfrankreichs (Operation Dragoon) zum Einsatz kommen sollte. Hierfür wurden ihm die britische 2nd Independent Parachute Brigade sowie die US-Verbände 509th Parachute Infantry Battalion, 517th Parachute Regimental Combat Team, 550th Glider Infantry Battalion, 551st Parachute Infantry Battalion nebst weiteren Unterstützungstruppen unterstellt. Frederick selbst wurde im Juli zum Major General ernannt, womit er (im Alter von 37 Jahren) zum jüngsten General der Landstreitkräfte der USA in diesem Dienstrang während des Zweiten Weltkriegs wurde. Diese Verbände (Tarnbezeichnung Rugby Force) landeten am 15. August 1944 im Tal des Flusses Argens zwischen Le Luc und Le Muy, um das Massif des Maures, einen wichtigen Höhenzug, der die Landungsstrände der Operation Dragoon überblickte, einzunehmen. Nach der Abwehr deutscher Verstärkungen stellte der Verband am 17. August die Verbindung zu der bei Saint-Raphaël gelandeten 36th Infantry Division her und befreite anschließend mehrere Küstenorte an der Côte d’Azur, darunter am 24. August Cannes. Hier wurde Frederick sein alter Verband, die FSSF, wieder unterstellt, nachdem die britische Fallschirmbrigade für eine andere Verwendung abgezogen worden war. Fredericks Task Force kämpfte sich im Herbst 1944 bis zur französisch-italienischen Grenze vor und bezog dort defensive Stellungen. Sie wurde Ende November 1944 aufgelöst, wie wenig später auch die FSSF.
Anfang Dezember 1944 übernahm Frederick stattdessen den Befehl über die 45th Infantry Division (Vorgänger: William W. Eagles), die ebenfalls in Südfrankreich gelandet war und mittlerweile in den Vogesen stand. Die Division war im Winter 1944/45 in heftige Kämpfe verwickelt und wurde Mitte Februar 1945 für eine Auffrischung aus der Front gezogen. Im März wurde sie für die Schlussoffensive ins Innere Deutschlands Wade H. Haislips XV Corps zugeteilt. Sie stieß nach der Überquerung des Rheins entlang des Mains Richtung Franken vor und bestand von Ende März bis Mitte April heftige Kämpfe um Aschaffenburg und Nürnberg. Am 26. April setzte sie über die Donau und war an den Schlusskämpfen um München beteiligt, das sie am 29. April erreichte.
Fredericks Division wurde anschließend für mehrere Monate als Besatzungstruppe eingesetzt. Frederick gab sein Kommando im September 1945 ab, um seine zahlreichen Kriegsverletzungen (er war acht Mal verwundet worden) auszukurieren. Von November 1945 bis August 1947 befehligte er in den USA die Coast Artillery School an mehreren Standorten. 1948 kehrte er nach Europa zurück, wo er zeitweilig den US-Sektor von Wien befehligte. Weitere Verwendungen hatte er als Kommandeur der 4th Infantry Division von 1949 bis 1950, der 6th Infantry Division von 1950 bis 1951 sowie als Befehlshaber der Joint U.S. Military Aid Group, Greece (JUSMAG Greece) bis zu seinem Ausscheiden aus dem aktiven Dienst 1952. Frederick starb 63-jährig in seinem Geburtsstaat Kalifornien.

## Auszeichnungen
Zu Fredericks Auszeichnungen zählen (sortiert nach Order of Precedence):
- Distinguished Service Cross mit Eichenlaubcluster
- Army Distinguished Service Medal mit Eichenlaubcluster
- Legion of Merit mit Eichenlaubcluster
- Silver Star
- Bronze Star mit Eichenlaubcluster
- Air Medal
- Purple Heart mit sieben Eichenlaubclustern